# 塔季扬娜·拉里奥诺娃
塔季扬娜·彼得罗芙娜·拉里奥诺娃（羅馬化：Tat'yana Petrovich Larionova；1955年7月2日—）是俄罗斯政治人物，第八届国家杜马代表。2005年，她获得了社会学理学副博士学位。
1983年至1991年，她在苏联共产党工作，历任指导员、副部长、宣传鼓动部部长、喀山伏尔加联邦管区委员会第二书记。1991年，拉里奥诺娃开始在喀山市政府工作。2001年至2006年，她担任鞑靼斯坦共和国劳动、就业和社会保障部社会保障司司长。2006年11月，她被任命为鞑靼斯坦共和国总统明季梅尔·沙伊米耶夫的国家顾问。2014年至2021年，她担任第五届、第六届鞑靼斯坦共和国国务委员会代表。自2021年9月起，她担任鞑靼斯坦选区第八届国家杜马代表。

## 荣誉
- 祖国功勋勋章